# Tim Drygala
Tim Drygala (* 1963 in Lübeck) ist ein deutscher Jurist und Professor an der Universität Leipzig.

## Leben
Drygala begann im Jahr 1982 ein Studium der Rechtswissenschaften in Gießen und legte 1987 die Erste Juristische Staatsprüfung ab. 1990 wurde er an der Universität Gießen mit einer Arbeit zum Gläubigerschutz bei der typischen Betriebsaufspaltung promoviert. Nach Rechtsreferendariat in Frankfurt am Main und Zweitem Juristischen Staatsexamen war Drygala als wissenschaftlicher Assistent bei Marcus Lutter in Bonn tätig. Drygala habilitierte sich 1999 mit einer Arbeit zur Inhaltskontrolle von Wertpapierbedingungen.
Im April 2002 erhielt er einen Ruf an die Universität Leipzig. Seit dem Wintersemester 2002/03 ist er dort Inhaber des Lehrstuhls für Bürgerliches Recht, Handels-, Gesellschafts- und Wirtschaftsrecht.
Über Fachkreise hinaus wurde er bekannt, als er auf einen Rap des Professors Klaus Peter Berger zu § 823 BGB diesen mit einem Rap „disste“.

## Schriften
- Der Gläubigerschutz bei der typischen Betriebsaufspaltung. Kommunikationsforum, Köln 1991. (zugleich Diss. Gießen), ISBN 3-8145-1609-5
- Wertpapierrecht (zusammen mit Ulrich Meyer-Cording). 3. Auflage, Luchterhand, Neuwied/Kriftel/Berlin 1995. ISBN 3-472-02457-7
- Deutsches und europäisches Gesellschafts-, Konzern- und Kapitalmarktrecht / Festschrift für Marcus Lutter, Köln 2000 (Mitherausgeber neben U.H. Schneider, Peter Hommelhoff, Karsten Schmidt, Wolfram Timm und Barbara Grunewald)
- Kommentierung §§ 1-13 Umwandlungsgesetz (gemeinsam mit Prof. Lutter), in: Lutter (Hrsg.), Umwandlungsgesetz, 3. Auflage, Köln 2004
- Die GmbH-Geschäftsführung im Konzern, in: Oppenländer/Trölitzsch (Hrsg.), Handbuch der GmbH-Geschäftsführung, München 2004